# Escut de Biscaia
L'escut de Biscaia va ser aprovat per la Norma Foral 12/86, de 15 de desembre de 1986 sobre signes d'identitat del Territori Històric de Biscaia i rectificat a proposta de les Juntes Generals en 2007:
| « | En un camp d'argent, una creu llatina de gules ressaltada d'un arbre (roure) de sinople (verd) sobre terra del seu color, apuntant de la seva copa els tres caps de la creu; bordura d'or, carregada amb vuit aspes de gules (vermell). | » |

El conjunt està envoltat per una corona formada per dues branques de roure de sinople amb gles d'or. Aquest escut es basa en les armes tradicionals dels Senyors de Biscaia. En 1986 es van suprimir alguns elements d'aquestes armes; en concret, dos llops passants de sable (negre), tots dos encebaments d'un be del seu color, que fou el símbol de la família Haro i un lleó, de front, suport de l'escut que apuntava el cap.
L'arbre que apareix representat és un roure, identificat com l'Arbre de Gernika. El roure ha estat sempre un dels elements de les armes del Senyoriu de Biscaia.

## Galeria

Escut de Biscaia s.XV-XIX
Escut de Biscaia 1986-2007